# José Benício de Abreu
José Benício de Abreu (Lençóis, 25 de agosto de 1848 – Rio de Janeiro, 1 de outubro de 1906) foi um médico brasileiro.
Doutorado em medicina pela Faculdade de Medicina do Rio de Janeiro em 1873, defendendo a tese “Diagnóstico diferenciais das moléstias que apresentam a cólica no momento de seus sintomas”. Foi eleito membro da Academia Nacional de Medicina em 1897, com o número acadêmico 179, na presidência de Antonio José Pereira da Silva Araújo.